# Agnana Calabra
Agnana Calabra község (comune) Calabria régiójában, Reggio Calabria megyében.

## Fekvése
A megye északkeleti részén fekszik. Határai: Canolo, Gerace, Mammola és Siderno.

## Története
Területén 1343-ban alapítottak egy kolostort baziliánus szerzetesek. A középkor során a mammolai 
bárósághoz tartozott. Az 1783-as földrengés során épületeinek nagy része megrongálódott. Középkori épületeinek nagy része az 1783-as calabriai földrengésben elpusztult. A 19. század elején, amikor a Nápolyi Királyságban felszámolták a feudalizmust Gerace része lett. 1933-ban lett önálló község.

## Népessége
A népesség számának alakulása:

## Főbb látnivalói
- az 1343-ban épült Madonna della Misericordia-templom
- az 1763-ban épült San Basilio-templom